# Gerald Young
Gerald Morton Young (Jarrow, 1º ottobre 1936 – 2 settembre 2020) è stato un calciatore inglese, di ruolo difensore.

## Carriera

### Club
Ha sempre giocato nel campionato inglese.

### Nazionale
Nel 1964, all'età di 28 anni, esordì in Nazionale.